# 24226 Sekhsaria
24226 Sekhsaria è un asteroide della fascia principale. Scoperto nel 1999, presenta un'orbita caratterizzata da un semiasse maggiore pari a 3,0963605 UA e da un'eccentricità di 0,0296031, inclinata di 0,32332° rispetto all'eclittica.